# 木村龍童
木村 龍童（きむら りゅうどう、1967年9月9日 - ）は、日本の俳優、脚本家、演出家、プロデューサー。「works nine promotions」代表。
大阪府大阪市出身。身長190cm、体重85kg。

## 来歴
学生時代に大阪の劇団で演技の基礎を学び、数々の舞台に出演。1992年にNHK朝の連続テレビ小説『おんなは度胸』にてドラマデビュー。俳優だけでなく、ナレーター・ラジオパーソナリティーの活動と並行し、脚本家・演出家・プロデューサーとしても様々な舞台や番組の制作に携わる。以降、制作・脚本・演出などを活動の中心としていたが、2013年、ヒカリエイガ『Make My Day』に主演した事を契機に俳優業を再開。2014年、自身の生活拠点である東京都江東区の深川地区を舞台にしたクライムアクション映画『Barrel』を自らプロデュースし、2016年に公開。特技はバスケットボール。趣味は映画鑑賞や野球などのスポーツ観戦。プロ野球、阪神タイガースの大ファンである。

## 出演

### 舞台
- 「桜の道」
- 「約束の約束」(初脚本作品)
- 「サラバ」(脚本・演出)
- 「REAL on REALITY」(脚本・演出)
- 「Vito Corleone 明日を夢見て」(脚本・演出)
- 「7days」(脚本・演出)
- 「ウソはっぴゃく」(脚本・演出)
- 「青春・平賀源内」(特別出演)
- 「届かぬ想い」(脚本・演出)

### TVドラマ
- NHK 朝の連続テレビ小説「 おんなは度胸」
- 「新・部長刑事 アーバンポリス 24」(朝日放送制作)
- 「愛しの刑事」(テレビ朝日・石原プロモーション制作)

### CM
- 「ゴルフトライミー」
- 「メイワパックス」
- 「サイクルモード2013」

### CS
- 「ダンディな生活」MONDO TV (メインMC・構成)

### WEB・ラジオ
- 「Be Bard」(企画・構成)
- 「Music Be-Bard」(企画・構成)

### PV
- 「ENYAKORA」(プロデュース)

### ショートフィルム
- 「Bar Story」(企画・プロデュース)

### 映画
- 「湘南武闘派高校伝」
- 「俺の空 刑事編」
- 「密告 (チクリ) マル暴裏捜査」
- 「侠道 おとこみち」
- 「侠道 おとこみち」2
- 「ヒカリエイガ・Make My Day」(主演)[1]
- 「Barrel」(脚本・プロデュース・主演)[2]